# فيليب بربيك
فيليب بربيك (بالسويدية: Filip Prpic)‏ مواليد 26 مايو 1982 في هلسينغبورغ، هو لاعب كرة مضرب سويدي بدأ مسيرته كمحترف سنة 2002 يلعب باليد اليمنى ويحتل حالياً المرتبة رقم. 913 (9 يوليو 2012) | في تصنيف رابطة محترفي كرة المضرب. أعلى تصنيف له في الفردي كان المركز الـ 194 في سنة 2006.

## روابط خارجية
- فيليب بربيك على موقع رابطة محترفي التنس (الإنجليزية)
- فيليب بربيك على موقع الاتحاد الدولي لكرة المضرب (الإنجليزية)
- فيليب بربيك على موقع كأس ديفيز (الإنجليزية)
- فيليب بربيك على موقع خلاصة التنس.كوم (الإنجليزية)
- فيليب بربيك على موقع إي إس بي إن.كوم (الإنجليزية)